# Кире Гьоревски
Кире Гьоревски (на македонска литературна норма: Кире Ѓоревски) е северномакедонски филмов и театрален актьор.

## Биография
Гьоревски е роден на 6 май 1982 г. в Битоля, тогава в Социалистическа федеративна република Югославия, където израства и завършва средното си образование. След това заминава за София и започва да учи пантомима и комедия в НАТФИЗ в класа на Александър Илиев и Александра Хонг. Дипломира се през 2006 г., а две години по-късно завършва и танцова академия за съвременни танци НОМАД. През 2012 г. завършва актьорско майсторство за драматичен театър в НАТФИЗ в класа на Маргарита Младенова и Иван Добчев. През 2013 г. играе за драматичния театър „Гео Милев“ в Стара Загора в ролята на Ромео в „Ромео и Жулиета“ на режисьора Петър Денчев. От 2018 г. играе ролята на Димитър Общи в „Наблюдателите“ към Народен театър „Иван Вазов“. През 2021 г. се появява на телевизионния екран в ролята на снайпериста Ивица Божич в сериала Отдел „Издирване“.